# Eros (Luizjana)
Eros – miasto w Stanach Zjednoczonych, w stanie Luizjana, w parafii Jackson.